# بيسفينول S
بيسفينول S هو مركب عضوي من فصيلة البيسفينولات له الصيغة المجملة C12H10O4S، ويكون على شكل صلب أبيض اللون.
في بيسفينول S تحل مجموعة سلفونيل محل مجموعة الميثيلين التي تشكل علدة الجسر بين حلقتي الفينول.

## التحضير
يحضر بيسفينول S من تفاعل مكافئين من الفينول مع مكافئ واحد من حمض الكبريتيك:
{\displaystyle \mathrm {2\ (C_{6}H_{5}OH)+2\ H_{2}SO_{4}\longrightarrow (C_{6}H_{4}OH)_{2}SO_{2}} }
يتشكل من التفاعل بالإضافة إلى بيسفينول (4,4’-سلفونيل ثنائي الفينول) مركب 4,2′-سلفونيل ثنائي الفينول كناتج ثانوي.

## الخصائص
مثل باقي البيسفينولات يعد بيسفينول S ذو تأثيرات سلبية على البيئة وعلى الصحة، فعلى سبيل المثال وجد أن له تأثير معيق ويؤدي إلى اضطراب عمل الغدد الصماء.

## الاستخدامات
يستخدم بيسفينول S في صناعة غراء الإيبوكسي وفي صناعة مانعات التآكل Corrosion inhibitor.

## اقرأ أيضاً
- بيسفينول A